# Iglesia de San Martín (Segovia)

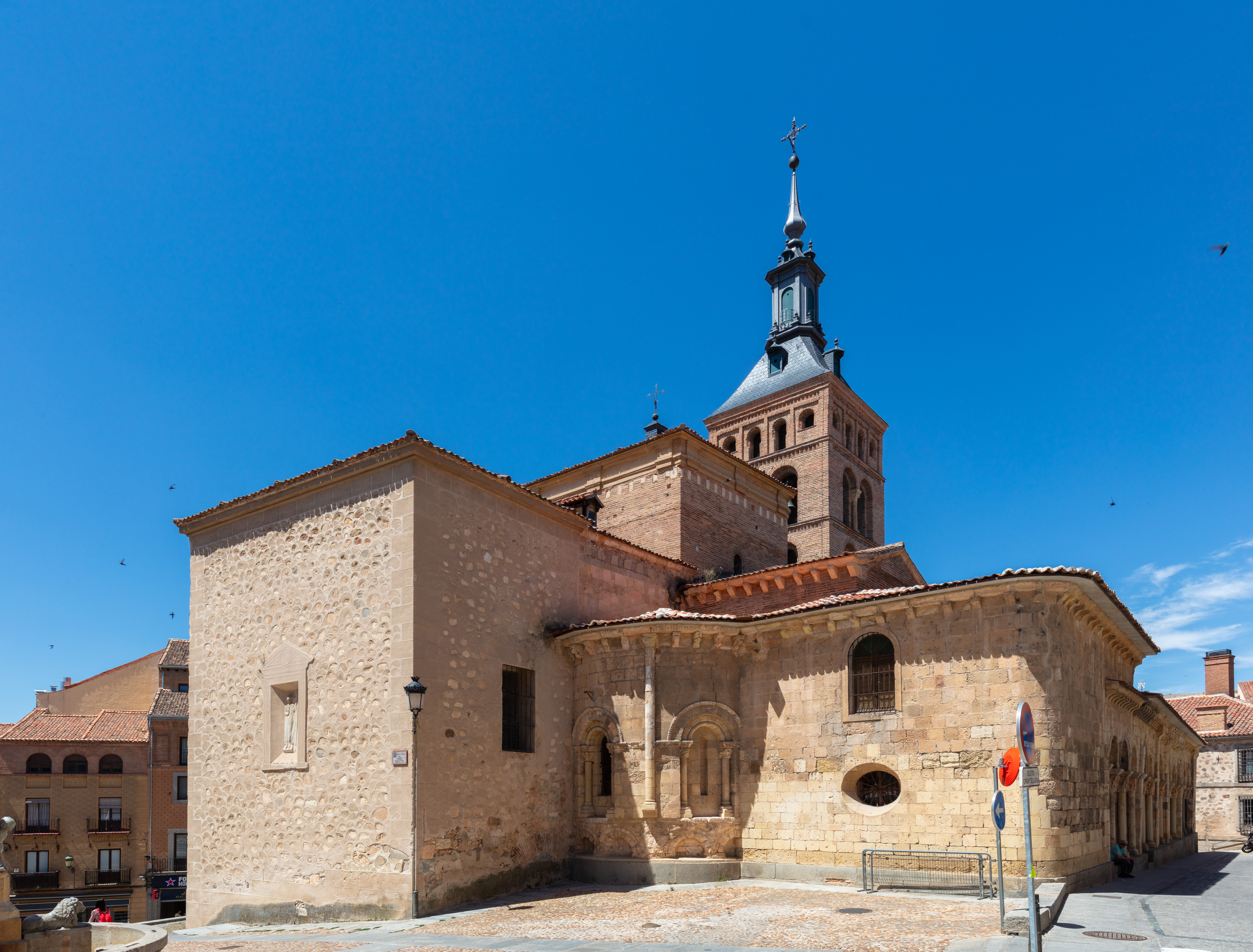
Vista superior.

La iglesia de San Martín es un templo católico sito en los intramuros de la ciudad española de Segovia.

## Descripción
Levantada en el XII, ya existía en 1117, pues en el testamento de Domingo Petit aparece como testigo su abad.

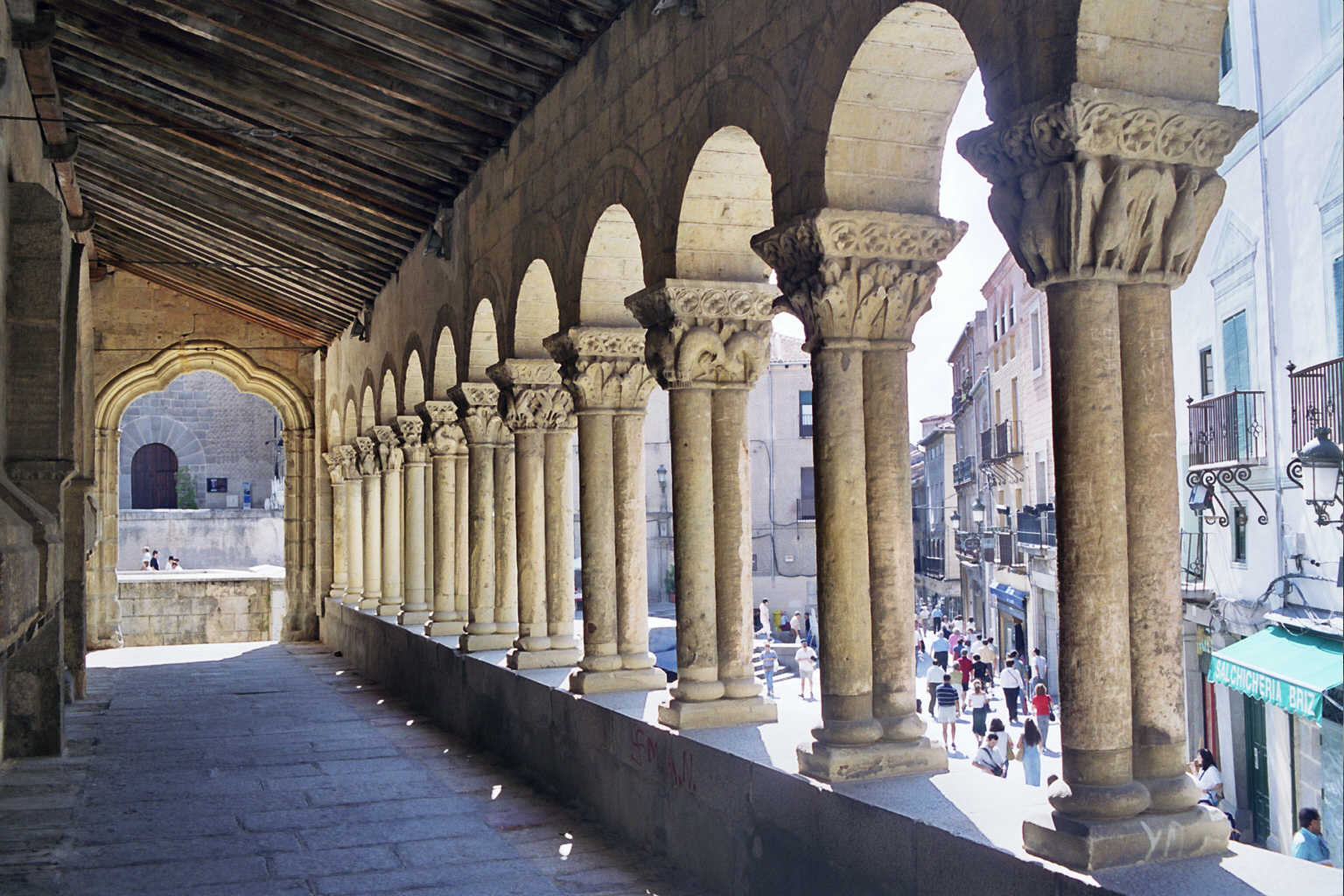
Pórtico de la iglesia

Está situada en la actual calle de Juan Bravo, a mitad de camino entre la catedral de Santa María y el acueducto romano. Se trata de un templo de origen mozárabe con estilo románico.
El templo difiere en parte del original, ya que algunas partes han sido reconstruidas o eliminadas, como es el caso del ábside central, que fue sustituido. Posee tres naves, crucero con cimborrio de ladrillo y cabecera tripartita. 
Del templo son destacables la torre del campanario, que es de estilo románico-mudéjar, y posee arcos de ladrillo sobre columnas de piedra. También es recalcable su galería porticada, que rodea toda la iglesia menos la cabecera. Este pórtico posee arcos de medio punto que descansan sobre columnas con capiteles románicos.
La portada de la fachada occidental es una de las puertas más grandes del románico español. Se trata de una portada de cinco arquivoltas, decoradas con motivos vegetales. Está cobijada por un pórtico, a modo de nártex, cuya abertura es un gran conjunto de arquivoltas soportadas por estatuas humanas que representan personajes del Antiguo Testamento.